# Gary Dauberman
Gary Dauberman és un guionista i director estatunidenc. És conegut per escriure per a les pel·lícules de terror de l'Univers The Conjuring, Annabelle (2014), Annabelle: Creation (2017), The Nun (2018), i Annabelle Comes Home (2019); va fer el seu debut com a director amb l'últim film. Dauberman també va coescriure la pel·lícula de terror sobrenatural It (2017), i la seua seqüela It Chapter Two (2019), que estan basades en la novel·la homònima.